# Liste des épisodes de The Office (série télévisée, 2005)
Pour les articles homonymes, voir The Office.
Cette page recense la liste des épisodes de la série télévisée américaine The Office.

## Première saison (2005)
1. La Rumeur (Pilot)
2. La Journée de la diversité (Diversity Day)
3. La Mutuelle (Health Care)
4. L'Alliance (The Alliance)
5. Le Match de basket (Basketball)
6. La Fille canon (Hot Girl)

## Deuxième saison (2005-2006)
Le 15 mai 2005, la série est renouvelée pour une deuxième saison, diffusée à partir du 20 septembre 2005.
1. La Remise des prix (The Dundies)
2. Harcèlement sexuel (Sexual Harassment)
3. Les JO au bureau (Office Olympics)
4. L'Incendie (The Fire)
5. Halloween (Halloween)
6. Le Combat (The Fight)
7. Le Client (The Client)
8. Les Évaluations (Performance Review)
9. Surveillance Électronique (E-Mail Surveillance)
10. La Fête de Noël (Christmas Party)
11. La Croisière Bibine (Booze Cruise)
12. La Blessure (The Injury)
13. Le Secret (The Secret)
14. La Moquette (The Carpet)
15. Garçons contre Filles (Boys and Girls)
16. La Saint-Valentin (Valentine's Day)
17. Le Discours de Dwight (Dwight's Speech)
18. Journée éducative (Take Your Daughter to Work Day)
19. L'Anniversaire de Michael (Michael's Birthday)
20. Contrôle positif (Drug Testing)
21. La Résolution des Conflits (Conflict Resolution)
22. La Soirée Casino (Casino Night)

## Webisodes:The Accountants(été 2006)
Entre la saison 2 et la saison 3, dix mini-épisodes ont été tournés pour une diffusion sur Internet à partir du 13 juillet 2006, avant d'être inclus sur le coffret DVD de la saison 2. Ils mettent en vedette le service comptabilité, composé de Kevin, Oscar et Angela, qui enquête sur la disparition de 3 000 $ du registre des comptes.
1. Un Trou Dans La Caisse (The Books Don't Balance)
2. Phyllis (Phyllis)
3. Meredith (Meredith)
4. Stanley (Stanley)
5. Quelqu'un De L'Entrepôt (Someone in the Warehouse)
6. La Note De Service (The Memo)
7. La Tension Monte (Things Are Getting Tense)
8. Tu Es Méchante (You're Mean)
9. Le Bureau De Michael (Michael's Office)
10. Le Plus Beau Jour De Ma Vie (The Best Day of My Life)

## Troisième saison (2006-2007)
Le 22 janvier 2006, la série est renouvelée pour une troisième saison, diffusée à partir du 21 septembre 2006.
1. Le Péril gay (Gay Witch Hunt)
2. Le Séminaire (The Convention)
3. Prise de pouvoir (The Coup)
4. Avis de décès (Grief Counseling)
5. Initiation (Initiation)
6. Diwali (Diwali)
7. Fermeture programmée (Branch Closing)
8. La Fusion (The Merger)
9. L'Ex-taulard (The Convict)
10. Noël au bureau (1) (A Benihana Christmas (1))
11. Noël au bureau (2) (A Benihana Christmas (2))
12. Retour de vacances (Back from Vacation)
13. Le Départ de Dwight (Traveling Salesmen)
14. Le Retour de Dwight (The Return)
15. Ben Franklin (Ben Franklin)
16. Le Mariage de Phyllis (Phyllis' Wedding)
17. La Chauve-souris (Business School)
18. Cocktails (Cocktails)
19. La Négociation (The Negociation)
20. La Sécurité (Safety Training)
21. Les Excuses (Product Recall)
22. L'Exhibitionniste (Women's Appreciation)
23. Journée à la plage (Beach Games)
24. Le Départ (1) (The Job (1))
25. Le Départ (2) (The Job (2))

## Quatrième saison (2007-2008)
Le 17 janvier 2007, la série est renouvelée pour une quatrième saison, diffusée à partir du 27 septembre 2007. Après le tournage des huit premiers épisodes de la saison, la Grève de la Writers Guild of America de 2007 a forcé la suspension de la production pendant un certain temps. Le tournage a repris fin mars et la quatrième saison qui s'achève le 15 mai compte 19 épisodes.
1. La Course 1re partie (Fun Run)
2. La Course 2e partie (Fun Run)
3. Jeunisme au bureau 1re partie (Dunder Mifflin Infinity)
4. Jeunisme au bureau 2e partie (Dunder Mifflin Infinity)
5. La Fiesta 1re partie (Launch Party)
6. La Fiesta 2e partie (Launch Party)
7. L'Autre job 1re partie (Money)
8. L'autre job 2e partie (Money)
9. La Pub interne (Local Ad)
10. La Guerre des filiales (Branch Wars)
11. Le Survivant (Survivor Man)
12. La Déposition (The Deposition)
13. La Soirée dînatoire (Dinner Party)
14. Le Mannequin (Chair Model)
15. La Soirée spéciale (Night Out)
16. Stanley se fâche (Did I Stutter)
17. Le Salon (Job Fair)
18. Adieu Toby 1re partie (Goodbye, Toby)
19. Adieu Toby 2e partie (Goodbye, Toby)

## Webisodes:Kevin's Loan(été 2008)
Ces quatre webisodes ont été mis en ligne hebdomadairement à partir du 10 juillet 2008, puis inclus dans le coffret DVD de la cinquième saison.
1. Titre français inconnu (Money Trouble)
2. Titre français inconnu (Malone's Cones)
3. Titre français inconnu (Exposed Wires)
4. Titre français inconnu (Taste the Ice Cream)

## Cinquième saison (2008-2009)
Cette saison de 28 épisodes a été diffusée à partir du 25 septembre 2008. Le double épisode Temps de stress a été diffusé immédiatement après le Super Bowl XLIII.
1. Diète forcée – 1re partie (Weight Loss)
2. Diète forcée – 2e partie (Weight Loss)
3. Question de morale (Business Ethics)
4. Le Bébé (Baby Shower)
5. Le Cambriolage (Crime Aid)
6. Mutation difficile (Employee Transfer)
7. Enquête de satisfaction (Customer Survey)
8. Viva Canada (Business Trip)
9. Le Retour de Toby (Frame Toby)
10. Un excédent excellent (The Surplus)
11. Le Noël marocain (Moroccan Christmas)
12. La Révélation (The Duel)
13. Espionnage (Prince Family Paper)
14. Temps de stress 1re partie (Stress Relief)
15. Temps de stress 2e partie (Stress Relief)
16. L'Anniversaire de Kelly – 1re partie (Lecture Circuit – Part 1)
17. L'Anniversaire de Kelly – 2e partie (Lecture Circuit – Part 2)
18. Don de sang (Blood Drive)
19. Le Ticket en or (Golden Ticket)
20. Changement de direction (New Boss)
21. Départs inattendus (Two Weeks)
22. La Dream Team (Dream Team)
23. La Nouvelle Société de Michael (Michael Scott Paper Company)
24. Déclaration de guerre (Heavy Competition)
25. Le Rachat (Broke)
26. Mutinerie (Casual Friday)
27. Café disco (Cafe Disco)
28. Le Pique-nique (Company Picnic)

## Webisodes:The Outburst(automne 2008)
Ces webisodes ont été diffusés durant quatre semaines dès le 20 novembre 2008 à partir de l'épisode Le Retour de Toby et été inclus dans le coffret DVD de la cinquième saison.
1. Titre français inconnu (The Call)
2. Titre français inconnu (The Investigation)
3. Titre français inconnu (The Search)
4. Titre français inconnu (The Explanation)

## Webisodes:Blackmail(printemps 2009)
Ces webisodes ont été diffusés durant quatre semaines dès le 7 mai 2009 à partir de l'épisode Café disco.
1. Titre français inconnu (Oscar)
2. Titre français inconnu (Andy)
3. Titre français inconnu (Kelly)
4. Titre français inconnu (Pay Day)

## Sixième saison (2009-2010)
Le 15 janvier 2009, la série est renouvelée pour une sixième saison, diffusée à partir du 17 septembre 2009.
1. Les Ragots (Gossip)
2. La Réunion (The Meeting)
3. Cohabitation difficile (The Promotion)
4. Le Mariage 1re partie (Niagara)
5. Le Mariage 2e partie (Niagara)
6. La Mafia (Mafia)
7. La Maîtresse (The Lover)
8. Le Bassin à poissons (Koi Pond)
9. Hélène et Michael (Double Date)
10. Petits meurtres au bureau (Murder)
11. La Grande Réunion (Shareholder Meeting)
12. Les Filleuls de Michael (Scott's Tots)
13. Un Noël déroutant (Secret Santa)
14. Le Banquier (The Banker)
15. La Fusion (Sabre)
16. Et le directeur commercial est… (Manager & Salesman)
17. L'Accouchement 1re partie (The Delivery)
18. L'Accouchement 2e partie (The Delivery)
19. La Saint Patrick (St. Patrick's Day)
20. Les Fiches clients (New Leads)
21. Happy Hour (Happy Hour)
22. La Fête des secrétaires (Secretary's Day)
23. Drague et promotion (Body Language)
24. Inspecteur Dwight (The Cover-Up)
25. Le Cocu (The Chump)
26. La Balance (Whistleblower)

## Webisodes:Subtle Sexuality(octobre 2009)
Ces webisodes ont été diffusés le 29 octobre 2009, le soir de la diffusion de l'épisode Le Bassin à poissons.
1. Titre français inconnu (Creative Differences)
2. Titre français inconnu (The Replacement)
3. Titre français inconnu (The Music Video)

## Webisodes:The Mentor(mars 2010)
Ces webisodes ont été diffusés le 4 mars 2010, le soir de la diffusion de l'épisode L'Accouchement.
1. Titre français inconnu (The Pupil)
2. Titre français inconnu (Reimbursements)
3. Titre français inconnu (Lunchtime)
4. Titre français inconnu (BFFs?)

## Septième saison (2010-2011)
Le 5 mars 2010, la série est renouvelée pour une septième saison, et diffusée du 23 septembre 2010 au 19 mai 2011. Elle sera marquée par le départ de Steve Carell peu avant la fin de la saison.
1. Le Stagiaire (Nepotism)
2. Aide psychologique (Counseling)
3. Le Spectacle d'Andy (Andy's Play)
4. Histoire d'herpès (Sex Ed)
5. L'Arnaque (The Sting)
6. Le Concours du Meilleur Costume (Costume Contest)
7. Le Baptême de Cécé (Christening)
8. La Soirée Glee (Viewing Party)
9. Ça va Wuphfer ! (WUPHF.com)
10. Made in China (China)
11. Un Noël classe 1re partie (Classy Christmas)
12. Un Noël classe 2e partie (Classy Christmas)
13. Les Résolutions (Ultimatum)
14. Le Séminaire d'Andy (The Seminar)
15. Avis de Recherche (The Search)
16. Les Règles de l'amour au bureau (PDA)
17. Le Meilleur des pires films (Threat Level Midnight)
18. Le Retour de Todd Packer (Todd Packer)
19. Vide-grenier (Garage Sale)
20. Le Remplaçant (Training Day)
21. Les Derniers Dundies (Michael's Last Dundies)
22. Au Revoir Michael 1re partie (Goodbye Michael)
23. Au Revoir Michael 2e partie (Goodbye Michael)
24. Le Cercle restreint (The Inner Circle)
25. Directeur par intérim (Dwight K. Schrute, (Acting) Manager)
26. Recherche Directeur désespérément 1re partie (Search Committee)
27. Recherche Directeur désespérément 2e partie (Search Committee)

## Webisodes:The 3rd Floor(octobre 2010)
Ces webisodes ont été diffusés le 28 octobre 2010, le soir de la diffusion de l'épisode Le Concours du Meilleur Costume.
1. Titre français inconnu (Moving On)
2. Titre français inconnu (Lights. Camera. Action!)
3. Titre français inconnu (The Final Product)

## Webisodes:The Podcast(janvier 2011)
Ces webisodes ont été diffusés le 20 janvier 2011, le soir de la diffusion de l'épisode Les Résolutions. Ces épisodes étaient déjà inclus dans le coffret DVD de la sixième saison.
1. Titre français inconnu (Gabe's Podcast)
2. Titre français inconnu (The First Entry)
3. Titre français inconnu (The Debut)

## Webisodes:The Girl Next Door(mai 2011)
Ces webisodes ont été diffusés le 4 mai 2011, la veille de la diffusion de l'épisode Le Cercle restreint.
1. Titre français inconnu (The Story of Subtle Sexuality)
2. Titre français inconnu (The Girl Next Door)

## Huitième saison (2011-2012)
Le 17 mars 2011, NBC a renouvelé la série pour une huitième saison qui a été diffusée du 22 septembre 2011 au 10 mai 2012.
1. La Liste (The List)
2. Bons points et récompenses (The Incentive)
3. La Loterie (Lotto)
4. La Garden Party (Garden Party)
5. Même pas peur ! (Spooked)
6. Le Jugement Dernier (Doomsday)
7. La Vérité, tu avoueras (Pam's Replacement)
8. Gettysburg (Gettysburg)
9. Madame California (Mrs. California)
10. Vœux de Noël (Christmas Wishes)
11. La Soirée Trivia (Trivia)
12. Le Manoir du plaisir (Pool Party)
13. Naissance et mensonges (Jury Duty)
14. Les Floridiens (Special Project)
15. Tallahassee (Tallahassee)
16. L'After (After Hours)
17. L'Inauguration (Test the Store)
18. Dernier jour en Floride (Last Day in Florida)
19. Prise de pouvoir (Get the Girl)
20. Pot de malvenue (Welcome Party)
21. Non c'est non (Angry Andy)
22. L'Association canine (Fundraiser)
23. Andy la menace (Turf War)
24. Liquidation (Free Family Portrait Studio)

## Neuvième saison (2012-2013)
Le 11 mai 2012, la série a été renouvelée pour une neuvième et dernière saison, dont la diffusion a débuté le 20 septembre 2012. Elle contiendra 24 épisodes, et le pilote du spin-off The Farm a aussi été diffusé au cours de la saison.
1. Les Nouveaux (New Guys)
2. Roy se marie (Roy's Wedding)
3. L'Arbre généalogique (Andy's Ancestry)
4. Le Bus bureau (Work Bus)
5. Cherchez l'anxieux (Here Come Treble)
6. Le Bateau (The Boat)
7. Révélations (The Whale)
8. La Cible (The Target)
9. Le Noël de Dwight (Dwight Christmas)
10. Les Poux (Lice)
11. Un p'tit café (Suit Warehouse)
12. La Fidélité (Customer Loyalty)
13. Entretien d'embauche (Junior Salesman)
14. Sabotage (Vandalism)
15. Andy, le retour (Couples Discount)
16. Rupture difficile (Moving On)
17. La Ferme (The Farm)
18. La Bande annonce indiscrète (Promos)
19. L'Ascenseur (Stairmageddon)
20. Un gros chèque à la clé (Paper Airplane)
21. Jusqu'au bout du rêve (Livin' the Dream)
22. Un choix difficile (Partie 1) (A.A.R.M. (Part 1))
23. Un choix difficile (Partie 2) (A.A.R.M. (Part 2))
24. Point final (Partie 1) (Finale (Part 1))
25. Point final (Partie 2) (Finale (Part 2))